# 魚歌
『魚歌』（ぎょか、ぐろりあ・そさえて、1940年8月）は、日本の歌人、斎藤史の最初の個人歌集。装幀は棟方志功。序文は前川佐美雄。本文148頁、歌数373首。

## 概要
歌集名「魚歌」は、「魚歌水心」（魚は深い水の心を知らず、いい加減な歌を吐く）という成語に由来する。1932年から1940年までの作品が収録されている。表現技法は、モダニズム的な象徴表現と伝統的な写実表現が混在する。内容は、西欧趣味的なもの、二・二六事件に関わるものなどがある。しばしば引用される歌に次のようなものがある。
- はとばまであんずの花が散つて来て船といふ船は白く塗られぬ
- 遠い春湖（うみ）に沈みしみづからに祭りの笛を吹いて逢ひにゆく
- 濁流だ濁流だと叫び流れゆく末は泥土か夜明けか知らぬ
- 額（ぬか）の真中（まなか）に弾丸（たま）を受けたるおもかげの立居に憑きて夏のおどろや

## 評価
刊行当時、萩原朔太郎、保田与重郎ら、歌壇外の詩人や評論家から好評を得た。この歌集、及び同年刊行の合同歌集『新風十人』（佐美雄らとの共著）により、史は新進歌人として認められることになった。著名な歌集であり、その収録歌は、昭和短歌のアンソロジーには必ず収められる。西欧趣味的な軽い内容の歌から二・二六事件を主題とする重い内容の歌への展開に、昭和前期の時代の推移を重ねて読む評者もいる。